# The Flowers of Romance
The Flowers of Romance a fost o trupă de muzică punk fondată în 1976 în Londra. 

## Membrii trupei
- Sid Vicious - voce
- Keith Levene
- Vivianne Albertine
- Paloma Romero (Palmolive)